# Wietrzenie chemiczne
Wietrzenie chemiczne, dekompozycja – procesy chemicznego rozkładu, w trakcie których dochodzi do rozpuszczania i uwalniania składników oraz syntezy nowych minerałów bądź pozostawiania trwałych produktów końcowych rozpadu. Wietrzenie chemiczne jest głównie spowodowane procesami rozpuszczania, hydratacji, hydrolizy, utleniania, redukcji i uwęglanowienia (karbonatyzacji) przebiegającymi głównie pod działaniem wody, tlenu, dwutlenku węgla, kwasów humusowych i bakterii. Składniki zwietrzeliny wietrzenia chemicznego mają odmienny skład i właściwości chemiczne niż skały od których zwietrzelina ta pochodzi. Dzieje się tak dlatego, że podczas wietrzenia chemicznego (w przeciwieństwie do wietrzenia fizycznego) zachodzi reakcja chemiczna.